# Hussein Rashid al-Tikriti
Hussein Rashid Mohammed al-Tikriti (Khazamiyah, 1940) è un ex generale iracheno, che ha servito come segretario generale del comando generale delle Forze armate irachene sotto il regime di Saddam Hussein.

## Biografia
Rashid è nato nella città di Khazamiyah vicino a Tikrit nel 1940. Ha frequentato la scuola primaria e secondaria a Tikrit. È entrato nell'Esercito iracheno e si è laureato all'accademia militare irachena con una laurea breve in scienza militare nel 1962. Si è laureato all'accademia dello stato maggiore congiunto iracheno nel 1968 con un Master's degree in scienza militare. Ha ricevuto anche un Dottorato di ricerca nello stesso campo.
In seguito all'invasione dell'Iraq nel 2003 Rashid è stato uno dei numerosi individui del deposto regime saddamista indagati dal tribunale speciale iracheno per crimini di guerra, in specifico è stato accusato per crimini di guerra e contro l'umanità per i crimini condotti contro i curdi iracheni nella Campagna di Al-Anfal nel 1988. Al tempo di quella campagna egli stava servendo nel ruolo di vice-capo dello stato maggiore delle Forze armate irachene.
Il processo è cominciato il 21 agosto 2006 e si è concluso il 24 giugno 2007, con Rashid e molti altri riconosciuti colpevoli e condannati a morte per crimini di guerra e contro l'umanità. In totale Rashid è stato condannato a tre sentenze di morte. Dopo che questa sentenza veniva letta Rashid insieme all'ex ministro della difesa Sultan Hashim Ahmad al-Tai, parlo contro questa sentenza. Come risultato il giudice capo, Mohammed Ureibi al-Khalifa, ha ordinato che venisse velocemente rimosso dalla corte. Rashid ha ripetutamente gridato "Grazie a dio, siamo stati condannati a morte perché abbiamo difeso il loro paese contro i ladri e i criminali. Abbiamo difeso l'Iraq".
il 3 ottobre del 2007 le autorità irachene hanno deciso di posticipare l'esecuzione di Rashid. Il 28 febbraio del 2008 tre membri del consiglio presidenziale iracheno hanno dato il loro appoggio all'esecuzione di Ali Hassan al-Majid, ma allo stesso tempo non hanno accettato l'esecuzione di Rashid e Sultan Hashim Ahmad al-Tai. Il consiglio ha ripetutamente argomentato che Rashi e al-Tai non potevano essere giustiziati poiché essendo ai tempi dei militari, stavano semplicemente eseguendo gli ordini.
il 2 dicembre del 2008 è stato condannato al carcere a vita per il suo ruolo nelle Rivolte in Iraq del 1991.
il 14 luglio del 2011 Rashid insieme a molti altri ex alti ufficiali, è stato trasferito dalla custodia statunitense a quella irachena. Attualmente è detenuto a Camp Cropper vicino all'aeroporto di Baghdad. In seguito al suo trasferimento diversi giuristi iracheni hanno rinnovato la loro richiesta alla presidenza irachena per non far eseguire la condanna a morte. Il presidente Talabani ha autorizzato il suo vicepresidente sciita Khudair al-Khuzaie a firmare il verdetto.